# 今道琢也
今道 琢也（いまみち たくや、1975年7月18日 - ）は、元NHKのアナウンサー。

## 人物
1995年（平成7年）に京都大学文学部国語学国文学科に入学。同大学卒業後、1999年（平成11年）入局し、研修期間を経て、甲府を皮切りに大津・京都・福井の各放送局に赴任。
2014年（平成26年）退職。

## 過去の出演番組
京都放送局時代
- ニュース610 京いちにち（レポーターなど、不定期）
- ドキュメント20min.「ボクは詩で生きていく」（ナレーションとディレクター）
- 京都ニュース845
- 京都府のニュース

福井放送局時代
- FMスペシャル北陸ウィーク「鉄道SONGでGO!」（2011年（平成24年）11月22日、北陸3県ローカル）
- 福井県のニュース
- ニュースザウルスふくい